# 굽타-후나 전쟁
굽타-후나 전쟁은 굽타 제국과 후나족 간에 벌어진 전쟁이다. 크게 제1차 후나 전쟁과 제2차 후나 전쟁으로 나뉜다.
기원전 1세기 박트리아와 인도 북서부에서 쿠샨 제국의 부상은 지정학적 지형을 크게 바꾸어 무역로, 국제 관계, 지역 세력 역학 관계에 영향을 미쳤다. 무역의 중개자 역할을 하면서 실크로드의 주요 구간을 장악하여 중국, 인도, 동양 간의 교역을 파르티아 영토에서 벗어나게 함으로써 파르티아의 경제적 지배력에 도전했다.
정치적으로 쿠샨 제국의 등장은 로마 제국과 쿠샨 제국 사이에 끼어 있던 이란에 큰 영향을 미쳤다. 쿠샨 제국의 전략적 중요성을 인식한 로마는 로마와 중국, 인도 사이의 무역로를 보호하기 위해 직접적인 관계를 모색했다. 이러한 지정학적 역학 관계로 인해 초기 사산 제국은 쿠샨 제국 정복에 우선순위를 두었고, 아르다시르 1세 황제 치하에서 주목할 만한 성공을 거두었다.
쿠샨 제국이 쇠퇴한 후에도 펀자브에는 "소쿠샨"으로 알려진 잔존 세력이 남아 있었고, 결국 사무드라굽타의 굽타 제국에 의해 정복당했다. 알라하바드 기둥에 새겨진 그의 비문은 굽타의 지배권을 받아들인 마지막 쿠샨 통치자들에 대한 굽타의 지배를 보여준다. 사무드라굽타의 전략적 동맹과 군사적 원정은 인도 아대륙의 많은 지역에 대한 굽타의 지배를 공고히 했다.
그러나 굽타 제국은 후나족의 침략을 비롯한 도전에 직면했다. 스칸다굽타의 리더십은 이러한 침략에 저항하는 데 결정적인 역할을 했지만, 피해의 정도는 아직 논란이 되고 있다. 내부 승계 문제는 굽타 정부를 더욱 복잡하게 만들었다. 스칸다굽타의 정당한 제위 계승권을 둘러싼 논쟁은 고대 인도 정치의 복잡성을 잘 보여준다.
굽타 제국의 쇠퇴 이후 북인도는 정치적 격변과 종교적 변화를 경험했다. 후나족의 통치자 미히라쿨라가 말와의 야쇼다르만과 굽타 제국의 나라심하굽타가 이끄는 인도 연합군에 패배하면서 후나족의 영향력이 종식되고 지역 세력이 부상하면서 권력이 분산되는 계기가 마련되었다. 이 시기에는 어려움에도 불구하고 새로운 도시 중심지에서 문화와 경제가 발전하여 변화 속에서도 인도 사회의 회복력을 반영했다.